# 尤宁敦 (宾夕法尼亚州)
尤宁敦（英語：Uniontown）是位于美国宾夕法尼亚州费耶特县的一座城市，也是该县的县治所在，距离匹兹堡约80公里。尤宁敦建立于1776年7月4日，恰巧与美国独立日相同。根据美国人口调查局2000年统计，共有人口12,422，其中白人占84.17%、非裔美国人占13.57%。
美国前国务卿乔治·马歇尔出生在尤宁敦。
麦当劳著名的大麥克漢堡也诞生于此。